# Mantillica
Mantillica es un género de mantis (insecto del orden Mantodea) de la familia Thespidae. Es originario de América.

## Especies
Contiene las siguientes especies:
- Mantillica beieri
- Mantillica nigricans
- Mantillica sialidea